# Oldenburger Münsterland

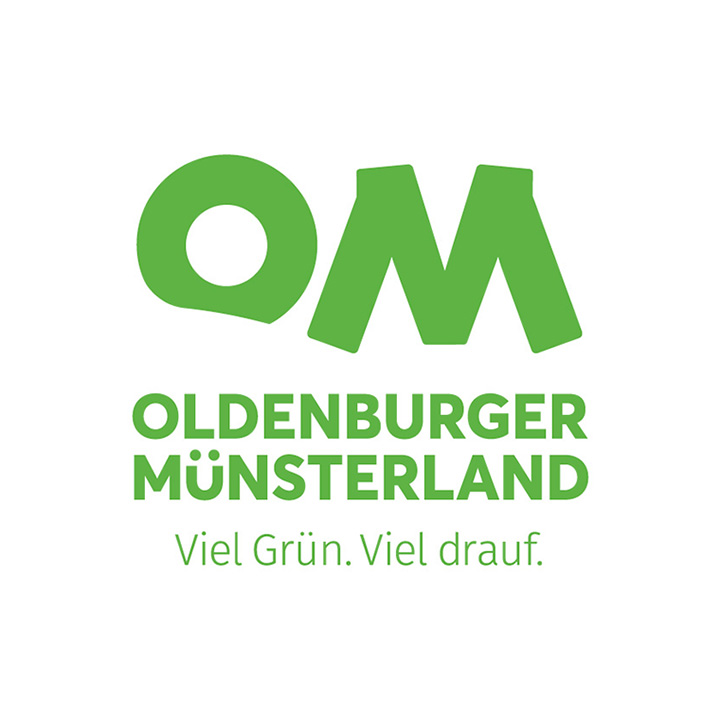
Logo des Verbundes Oldenburger Münsterland e. V.

Das Oldenburger Münsterland – selten auch Oldenburgisches Münsterland genannt – ist das Gebiet der niedersächsischen Landkreise Cloppenburg und Vechta. Inoffiziell wird es auch Südoldenburg genannt; seine Bewohner nennen sich dementsprechend Südoldenburger. Eher ungebräuchlich ist die Bezeichnung Oldenburger Münsterländer.

## Geschichte

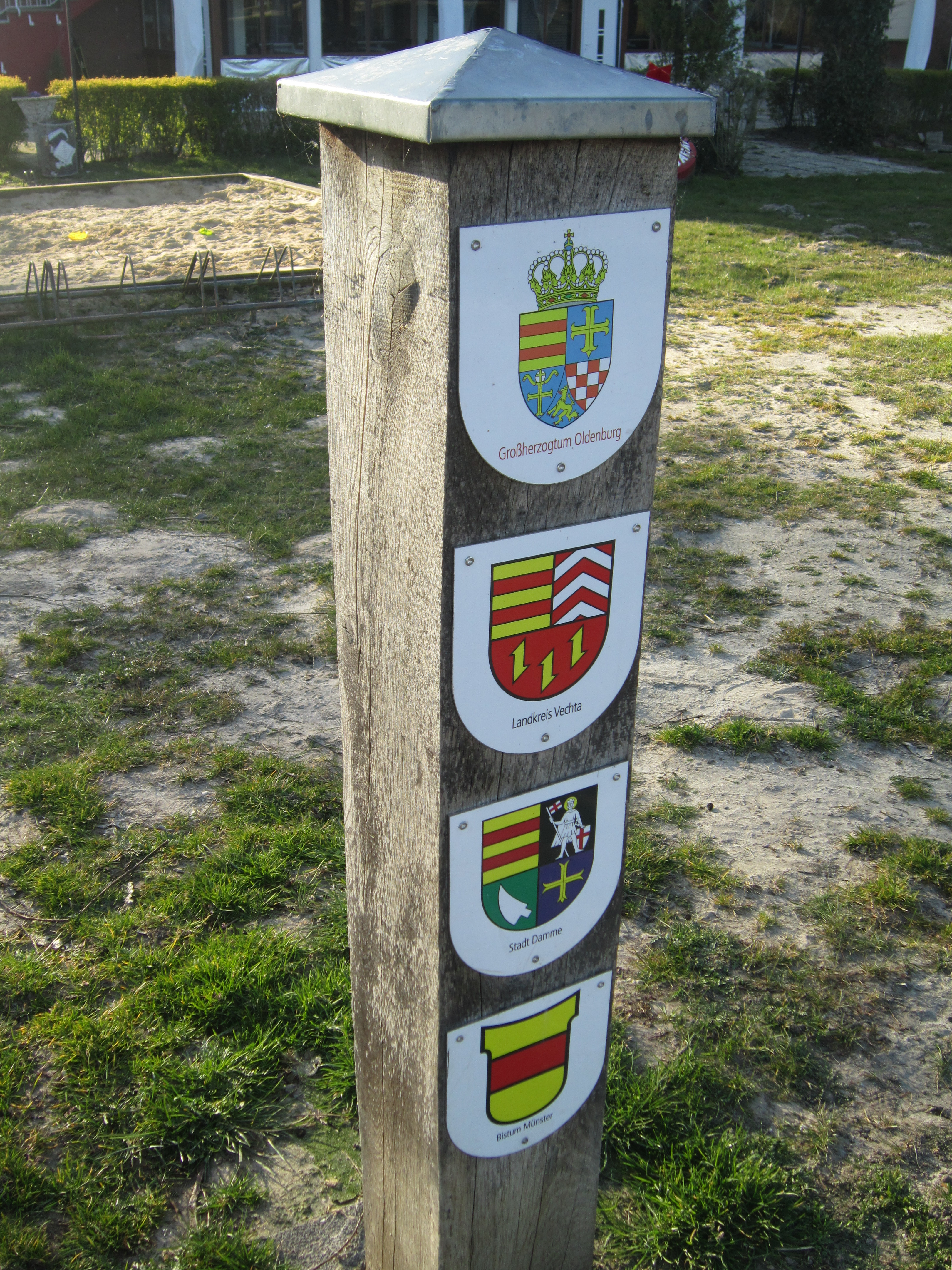
Südostgrenze des Oldenburger Münsterlands am Dümmer. Grenzpfahl mit aktuellen und historischen Wappen

1252 erwarb das Hochstift Münster die ehemalige Grafschaft Ravensberg-Vechta. Mit der Eroberung des zuvor tecklenburgischen Amtes Cloppenburg im Jahre 1400 beginnt die gemeinsame Geschichte des heutigen Oldenburger Münsterlands im Niederstift Münster. 1668 erlangte der Bischof von Münster auch die kirchliche Oberhoheit über das Niederstift. Durch den Reichsdeputationshauptschluss vom 25. Februar 1803 gewann der protestantische Herzog von Oldenburg die staatliche Gewalt über die Ämter Cloppenburg und Vechta, deren Bevölkerung bis heute überwiegend katholisch blieb. Während der sogenannten Franzosenzeit (1811–1813) gehörte das Oldenburger Münsterland dem französischen Hanseatischen Département de l’Ems-Supérieur (Departement der Oberen Ems) an. Bis 1946 blieb das Oldenburger Münsterland Teil des Großherzogtums Oldenburg bzw. (seit 1919) des Freistaates Oldenburg. In dieser Zeit wurde es auch Münsterländische Geest genannt. Seit 1946 gehört das Oldenburger Münsterland zum Land Niedersachsen und umfasst das Gebiet der Landkreise Cloppenburg und Vechta.

Oldenburger Münsterland 1780
Oldenburger Münsterland 1815
Oldenburger Münsterland 1900
Niedersächsischer Landkreis Cloppenburg
Niedersächsischer Landkreis Vechta

## Religion

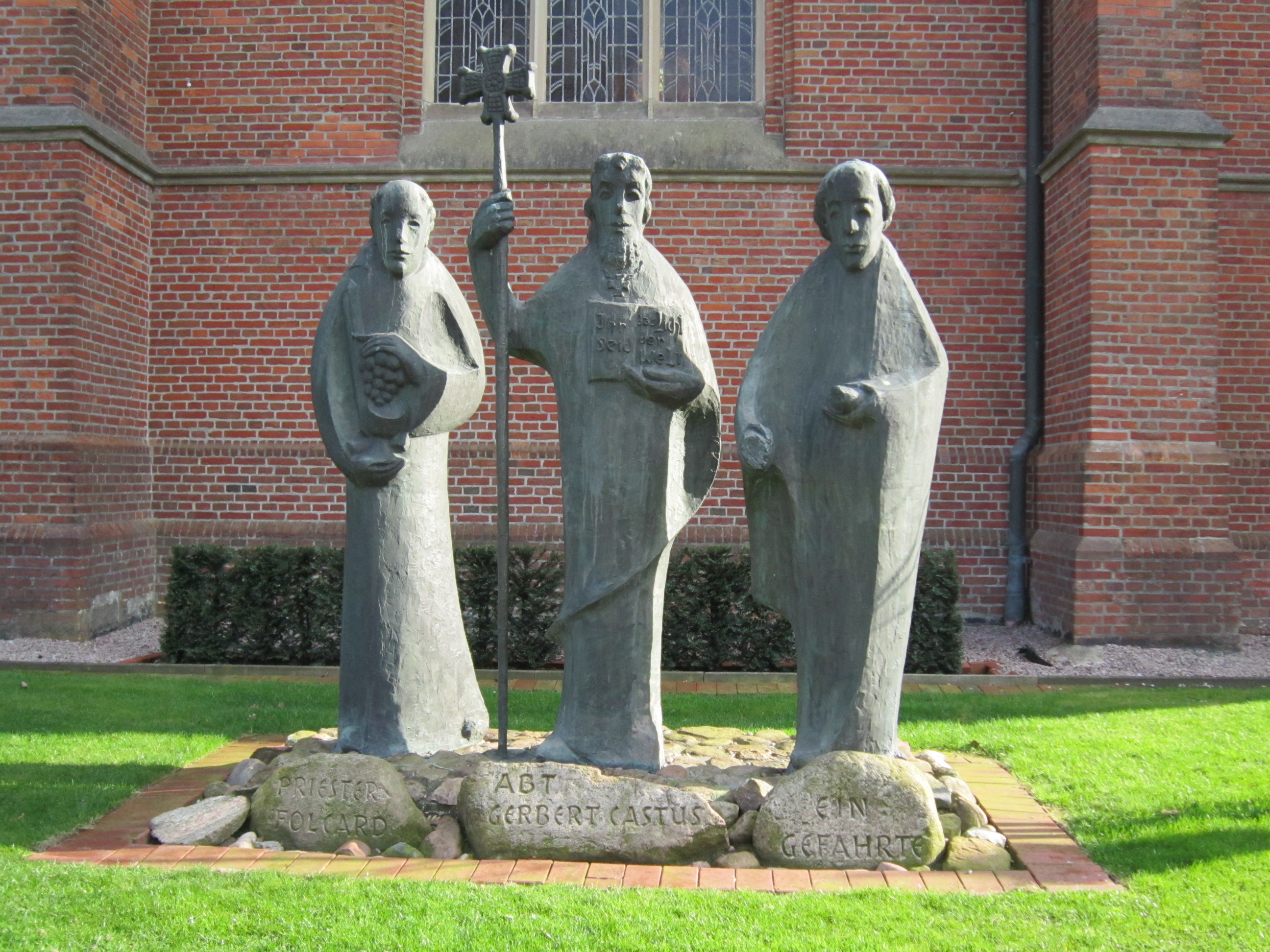
Gerbert-Castus-Denkmal bei der Pfarrkirche St. Vitus in Visbek: Dargestellt sind der Abt Gerbert Castus, der Priester Folcard (ein Mitstreiter des ersten Bremer Bischofs Willehad) und ein Gefährte der beiden, der Graf Emmig.

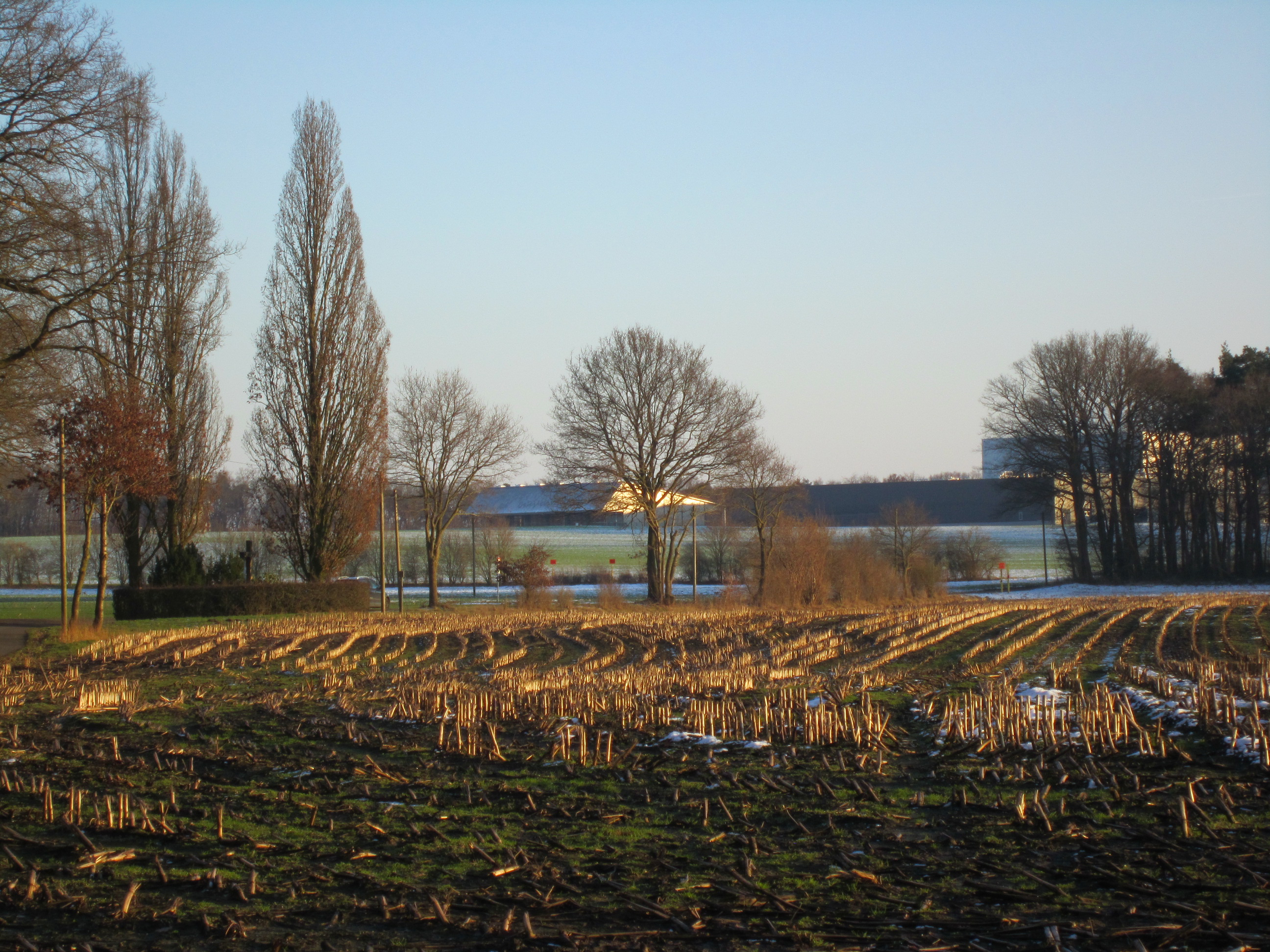
Typisches Landschaftsbild am Krimpenforter Berg: eine Kreuzanlage zwischen der Straße und einem abgeernteten Maisfeld; im Hintergrund ein Tiefkühllagergebäude

Von Visbek aus leitete Abt Gerbert Castus – der Apostel des Oldenburger Münsterlandes – um 800 n. Chr. die Christianisierung der Sachsen u. a. im Lerigau, im Hasegau, im Venkigau, möglicherweise auch im nördlichen Dersagau, also im Oldenburger Münsterland, ein. Durch eine Urkunde vom 1. September 819 soll Kaiser Ludwig der Fromme der fiscbechi genannten Abtei des Castus und den ihm untergebenen Kirchen völlige Abgabenfreiheit gewährt haben. Diese Urkunde wird allerdings inzwischen als Totalfälschung aus dem späten 10. Jahrhundert angesehen.
Zuvor waren ab 780 n. Chr. von Karl dem Großen (* wahrscheinlich 2. April 747 oder 748; † 28. Januar 814 in Aachen) neun Missionssprengel zur Christianisierung der unterworfenen Sachsen errichtet worden, von denen die Benediktinerabtei cellula fiscbechi (Visbek) einen bildete. Es wurde in Visbek die erste Kirche des Missionsbezirkes, die sogenannte Urkirche, erbaut. Von der Missionszelle Visbek aus wurden die ersten Kirchengemeinden im Oldenburger Münsterland gegründet. Zu ihnen zählten u. a. im Lerigau wahrscheinlich die Pfarrkirchen Krapendorf, Altenoythe, Bakum und Emstek, im Hasegau die Gaukirche Löningen, und die Gaukirche Freren im Venkigau. Auch Lohne im nördlichen Dersagau dürfte eine Visbeker Gründung sein.
Zur Zeit der Reformation war unter Bischof Franz von Waldeck das Gebiet rund 70 Jahre von 1543 bis 1613 lutherisch geprägt. In jener Zeit wirkte in dieser Region der evangelische Reformator Hermann Bonnus. Im Zuge der Gegenreformation, angeführt von Bischof Ferdinand von Bayern, wurde die Region rekatholisiert. Von großer Bedeutung ist in diesem Zusammenhang, dass Christoph Bernhard von Galen, damals Bischof von Münster, vom Bistum Osnabrück 1668 die geistliche Oberhoheit über das heutige Oldenburger Münsterland abkaufte. Erst dadurch konnte er auf seine Untertanen einen erheblichen, nachhaltig wirksamen Konfessionalisierungsdruck ausüben, vor dem nur die Landadeligen in der Region geschützt waren. Gleichwohl gab es in den Randlagen des Oldenburger Münsterlandes auch nach 1613 eine Minderheit nicht-adeliger Protestanten. Im Landkreis Cloppenburg waren 1846 346 von 32.663, im Landkreis Vechta 1996 von 35.254 Einwohnern Protestanten. In den 1920er Jahren erhielten, dem damaligen Konfessionsverhältnis entsprechend, bei der Aufteilung der Wulfenauer Mark sieben Katholiken und fünf Protestanten ein Kolonat. In Goldenstedt, Wulfenau und Cloppenburg erhielten evangelische Christen in der Mitte des 19. Jahrhunderts eigene Gotteshäuser. Flächendeckend wurden evangelische Kirchen nach dem Zweiten Weltkrieg gebaut, weil sich unter den Flüchtlingen und Vertriebenen, die im Oldenburger Münsterland eine neue Heimat fanden, eine große Zahl evangelischer Christen befand.
Geistliches, wenn auch nicht weltliches Oberhaupt der Katholiken im Oldenburger Münsterland blieb auch nach dem Reichsdeputationshauptschluss von 1803 der Bischof von Münster (weltliches Oberhaupt wurde der – evangelische – Herzog, später Großherzog von Oldenburg). Seit den 1820er Jahren ist der bischöfliche Offizial in Vechta sein ständiger Repräsentant für das gesamte Gebiet des Oldenburger Landes, das nach dem Recht der katholischen Kirche bis heute gänzlich zum Bistum Münster gehört. Als weltweit staatskirchenrechtlich einzigartige Institution stellt das Bischöflich Münstersche Offizialat mit regional definierter Zuständigkeit gleich einem Generalvikariat die ausführende Gewalt (potestas executiva) des Bischofs dar. Seit Januar 2017 bekleidet Weihbischof Wilfried Theising, Titularbischof von Minadas, das Amt des Offizials in Vechta.

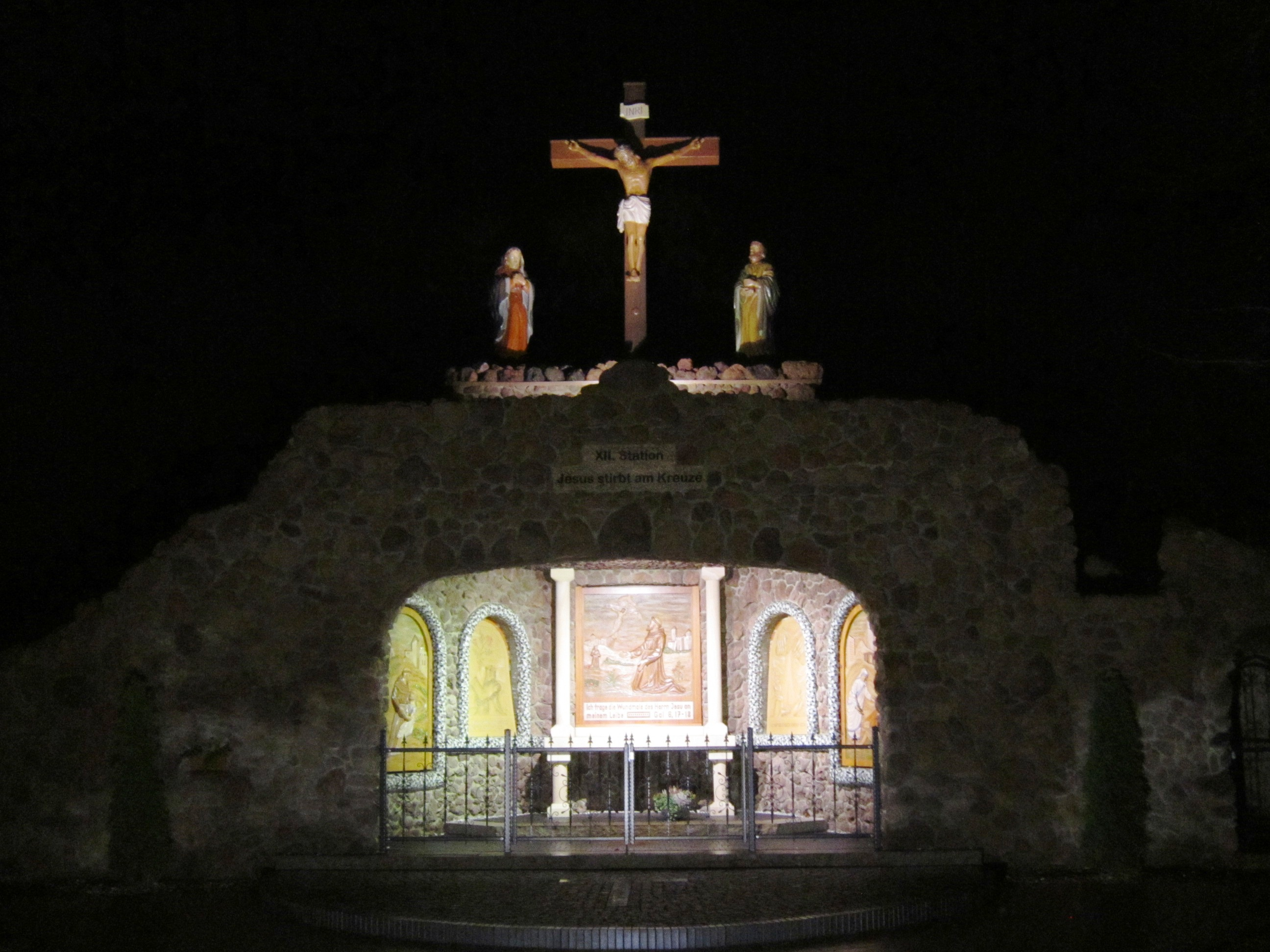
Kalvarienberg bei der Kirche St. Bonaventura in Mühlen

Sichtbares Kennzeichen einer lebendigen traditionellen Volksfrömmigkeit im Oldenburger Münsterland ist die Vielzahl von Bildstöcken, Wegkreuzen und Kreuzweganlagen im Freien. Allein auf dem Gebiet der Stadt Lohne gibt es mehr als 100 Wegkreuze.
Ein besonderes Merkmal des Oldenburger Münsterlandes ist die Existenz einer Vielzahl staatlicher Grundschulen in der Form der katholischen Bekenntnisschule. Darüber hinaus gibt es im Oldenburger Münsterland mehrere Privatschulen in der Trägerschaft der katholischen Kirche.
Für Aufsehen sorgte im Frühjahr 2021 eine Aktion der Ludgerusschule in Vechta, einer Oberschule in der Trägerschaft der St. Benedikt-Stiftung des katholischen Bistums Münster. Die Aktion richtete sich gegen die „Diskriminierung der ‚LGBTQ‘-Gemeinde“.

## Politik
Zurzeit ist das Gebiet des Oldenburger Münsterlandes deckungsgleich mit dem des Bundestagswahlkreises Cloppenburg – Vechta, während es beim Zuschnitt der Landtagswahlkreise Überschneidungen mit dem Gebiet benachbarter Landkreise gibt. So gehören bei Wahlen zum Niedersächsischen Landtag die Stadt Wildeshausen und die Gemeinde Großenkneten im Landkreis Oldenburg zum Wahlkreis Cloppenburg-Nord, und die Stadt Damme und die Gemeinde Neuenkirchen-Vörden im Landkreis Vechta wurden dem Landtagswahlkreis Bersenbrück zugeordnet. Vollständig auf dem Gebiet des Oldenburger Münsterlandes und nur auf diesem liegen die Wahlkreise Cloppenburg und Vechta.
Das Oldenburger Münsterland ist seit deren Bestehen traditionell eine Hochburg der CDU. Seit 1947 wurden in allen Wahlen zum Niedersächsischen Landtag und seit 1949 in allen Bundestagswahlen die jeweiligen Wahlkreiskandidaten der CDU direkt gewählt, und die CDU erhielt in allen Wahlen vor der Bundestagswahl 2021 eine absolute Mehrheit der Stimmen.
Entsprechende Mehrheiten gab es bereits vor 1933: Bei allen demokratischen Wahlen zum Oldenburgischen Landtag und zum Reichstag ab 1871 ging im Oldenburger Münsterland die Zentrumspartei als Sieger hervor, und zwar auch bei der Landtagswahl 1932, bei der die NSDAP die absolute Mehrheit der Mandate im Oldenburgischen Landtag erhielt. Joachim Kuropka, von 1982 bis 2006 Professor für Geschichte an der Universität Vechta, charakterisierte das Oldenburger Münsterland als „schwärzeste Ecke Deutschlands“.
Auch nach der Bundestagswahl 2021 ist der Bundestagswahlkreis Cloppenburg – Vechta eine Hochburg der CDU. Jedoch sank der Anteil der Zweitstimmen in diesem Wahlkreis für die CDU von 63,2 % bei der Bundestagswahl 2013 über 53,1 % bei der Bundestagswahl 2017 auf 38,4 % bei der Bundestagswahl 2021. Der Abstand zur SPD schrumpfte von 43,4 (2013) auf 13,8 Prozentpunkte (2021).

## Wirtschaft
Johann Gottfried Hoche, evangelischer Prediger und Reiseschriftsteller aus Halberstadt, reiste im Jahre 1798 von Hunteburg über Damme, Holdorf, Quakenbrück, Essen, Molbergen und Ellerbrock bei Friesoythe ins Saterland und veröffentlichte im Jahre 1800 in Bremen seine Reiseeindrücke. Darin heißt es:
„Der ganze Strich Landes von Quackenbrück aus über Vechta, Kloppenburg, Frisoyta bis an die Soeste, von da über die Ems, und wieder an der Hase hinauf, gehört nicht nur zu den schlechtesten in Westphalen, sondern in ganz Deutschland. Man glaubt in den Steppen von Sibirien zu seyn, wenn man die Haiden durchwatet… Alles ist öde und still, nicht ein Vogel singt sein Morgenlied und ergötzt das Ohr des Wanderers. Nicht ein Baum, nicht ein Busch bietet ihm Schatten dar… Bald wandelt man auf einem schwankenden Boden, bald hat man Mühe, den Fuß aus dem Sande zu erheben, dann gehet man durch ein halb verhungertes Getraide, auf einem Acker, der den Haiden geraubt wurde, und nähert sich einem Dörfchen, wo dies Bild noch grellere Farben findet. Die Schöpfung scheint hier noch unvollendet zu seyn.“
Allerdings trafen diese Eindrücke wohl weitgehend nicht zu; denn der Cloppenburger Arzt Joseph König stellte die Beschreibung Hoches kurz danach richtig:
„Man nehme die Charte von dem ehemaligen Nieder(stift) Münster und betrachte auf derselben die von unserem Verfasser bemerkte Reiseroute und höre und lese, was er hier sagt, (und zwar) so bestimmt sagt, als habe er Wochen und Monden das ganze Land durch und durch bereiset. Sonderbar: Nicht einen Baum hat er gesehen, und wir finden nicht einen sondern mehrere einzelne Bauern, die für 2, 3, und 10 Tausend Reichstaler allein in Eichen besitzen. So sagt er ferner von halbverhungertes Getraide… (Aber) woher kommt es denn, dass wir nur bei würklichen Misswachs Mangel haben und außerdem allzeit Getraide ausführen können?“

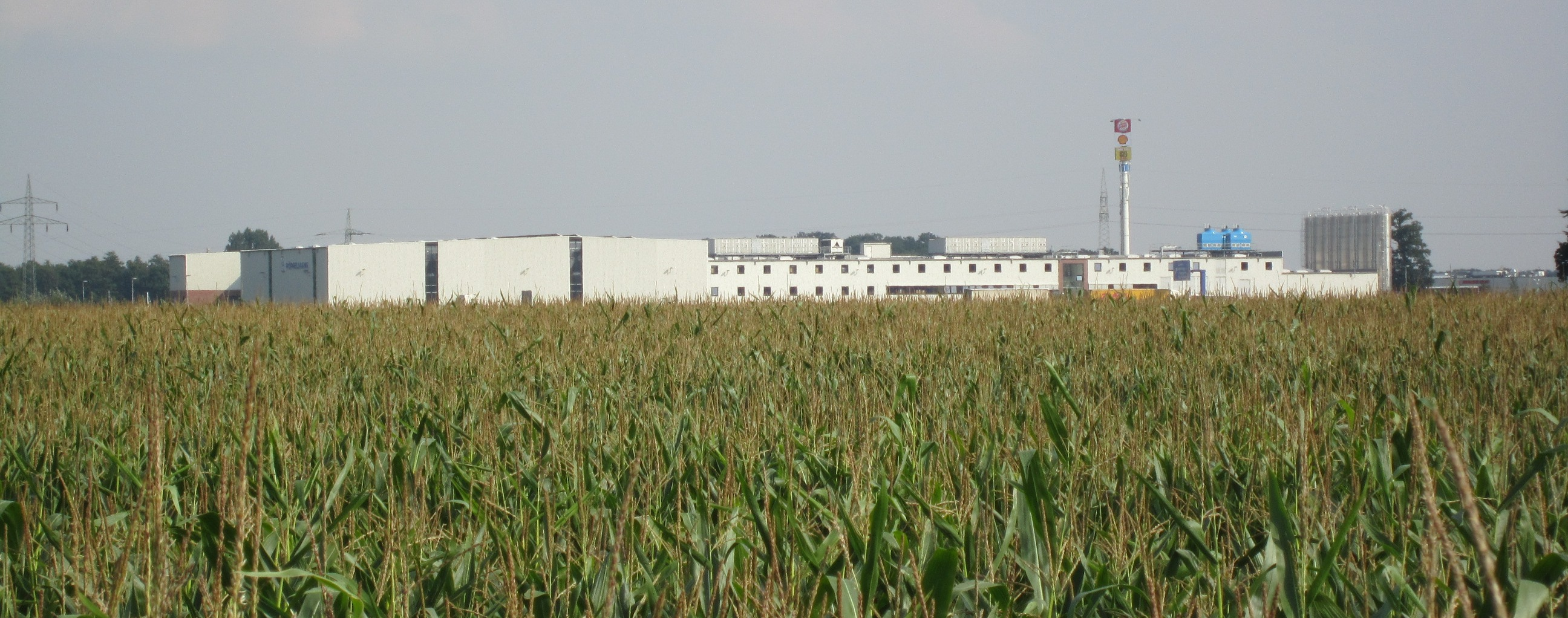
Industrieunternehmen an der Autobahnabfahrt Lohne/Dinklage

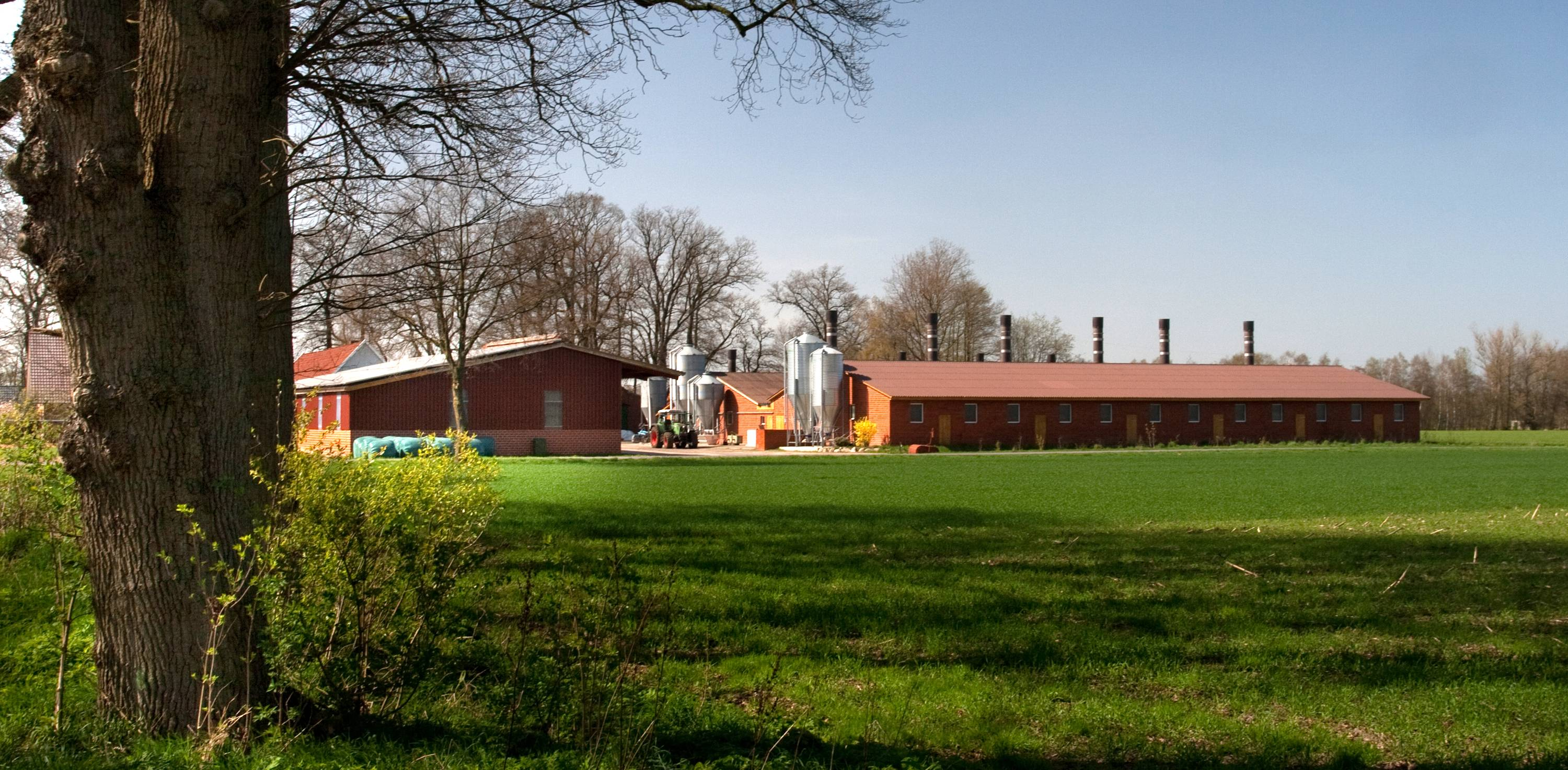
Stallanlage bei Hemmelte

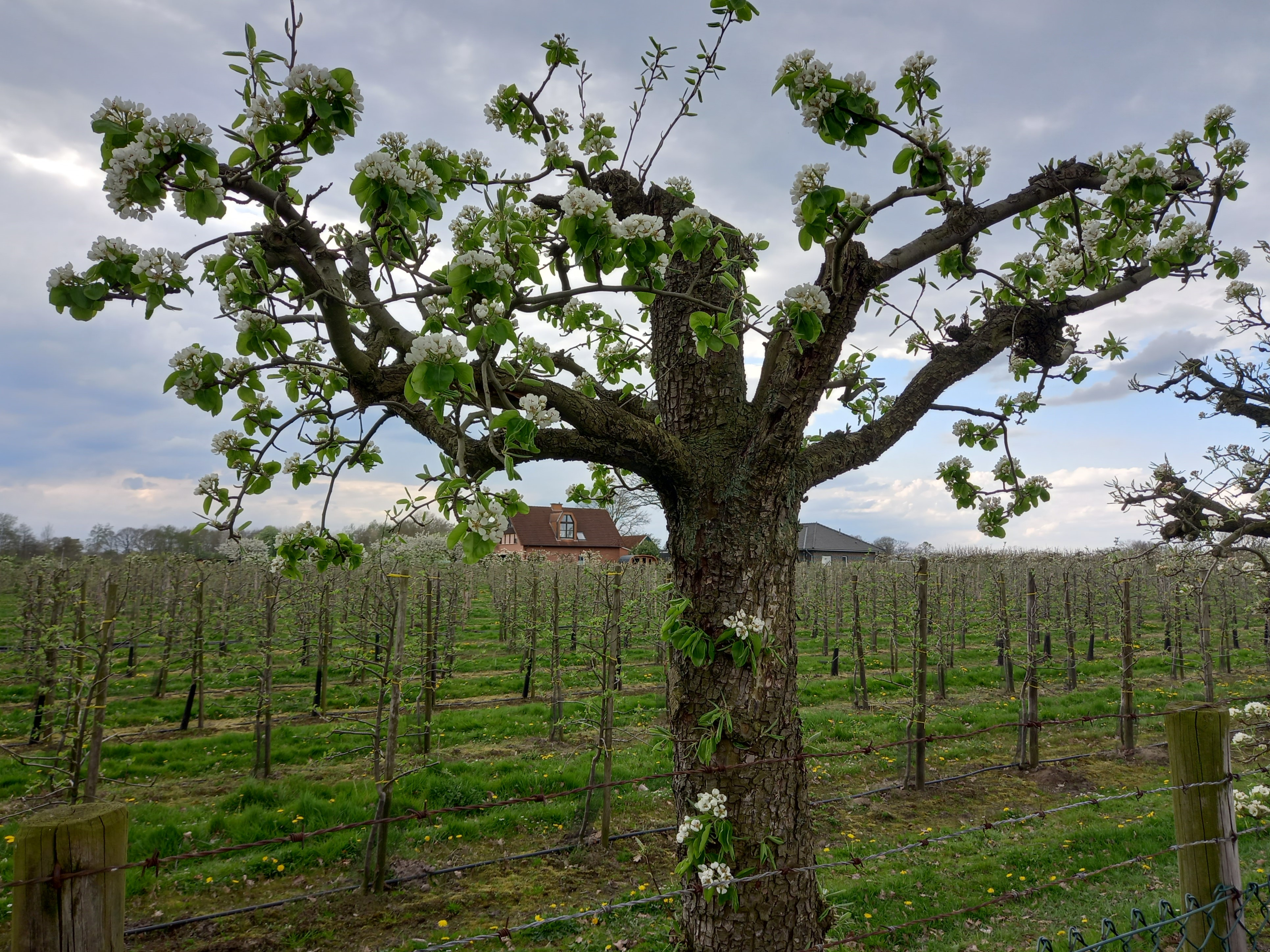
Obstplantage in Deindrup

Das Oldenburger Münsterland liegt zentral in Nordwestdeutschland in der Metropolregion Nordwest und ist durch die Bundesautobahn 1 mit den Metropolregionen Rhein-Ruhr und Hamburg verbunden. Vor allem dank dieser günstigen Fernverkehrsanbindung konnte sich das Oldenburger Münsterland in den 1990er Jahren zu einer aufstrebenden Region Niedersachsens entwickeln.
Die Arbeitslosenquote im Oldenburger Münsterland lag 2014 mit 4,5 % etwa 2 Prozentpunkte unter Bundesdurchschnitt, die Eigenheimquote von über 80 % ist eine der höchsten in Deutschland.
Das Institut der deutschen Wirtschaft untersuchte 2020 die Wirtschaftskraft und die wirtschaftliche Dynamik aller 401 Landkreise und kreisfreien Städte in Deutschland. Bei der Wirtschaftskraft liegt der Landkreis Vechta auf Platz 90, der Landkreis Cloppenburg auf Platz 187. Beiden Landkreisen wird vom IW eine relativ niedrige Dynamik der Wirtschaftsentwicklung bescheinigt: Hier besetzt der Landkreis Vechta Platz 314, der Landkreis Cloppenburg Platz 349. In Landkreisen mit einer relativ niedrigen Wirtschaftsdynamik bestehe die Gefahr, „sich zu lange auf den Erfolgen der Vergangenheit auszuruhen und die entscheidenden Weichenstellungen für eine zukunftsträchtige Entwicklung zu verpassen.“
Landwirtschaft
Das Oldenburger Münsterland ist eine bis heute vor allem auch landwirtschaftlich geprägte Region und weist die größte Dichte an Veredelungsbetrieben der Geflügel-, Schweine- und Rinderzuchtbetrieben (Massentierhaltung) in der Bundesrepublik Deutschland auf. Neben der Veredelung ist die regionale Obst- und Gemüseproduktion mit Anbauflächen von über 4500 Hektar ein bedeutender Wirtschaftsfaktor.
Im „Dunstkreis von Ackerbau und Viehzucht“ haben sich viele Industrien angesiedelt: Landmaschinenbauer, Hersteller von Stall- und Fütterungsanlagen, Gemüseverarbeiter, Kunststoff- und Verpackungsbetriebe. Dadurch (und nicht nur durch die Landwirtschaft und die Agrarindustrie selbst) ist das Oldenburger Münsterland zu einer der aufstrebenden Regionen Deutschlands geworden.

## Kultur

### Tourismus

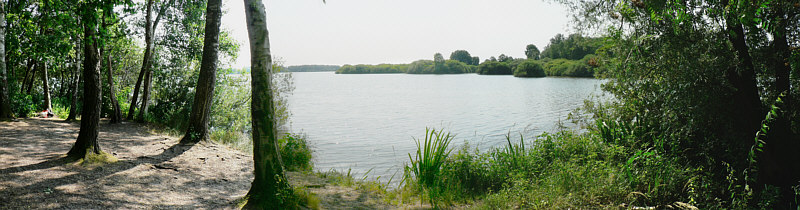
Nordufer der Thülsfelder Talsperre

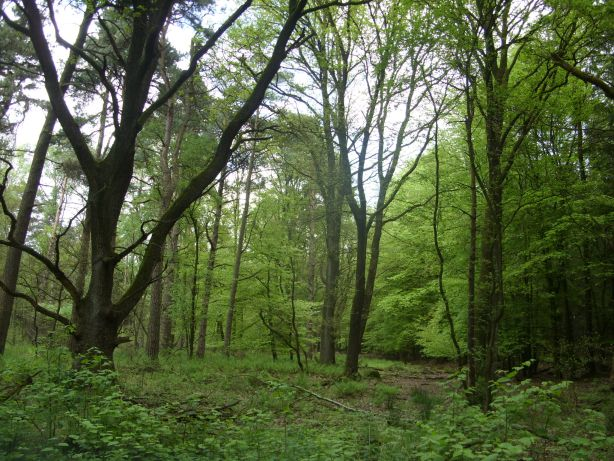
Auenlandschaft im Naturschutzgebiet Bäken der Endeler und Holzhauser Heide

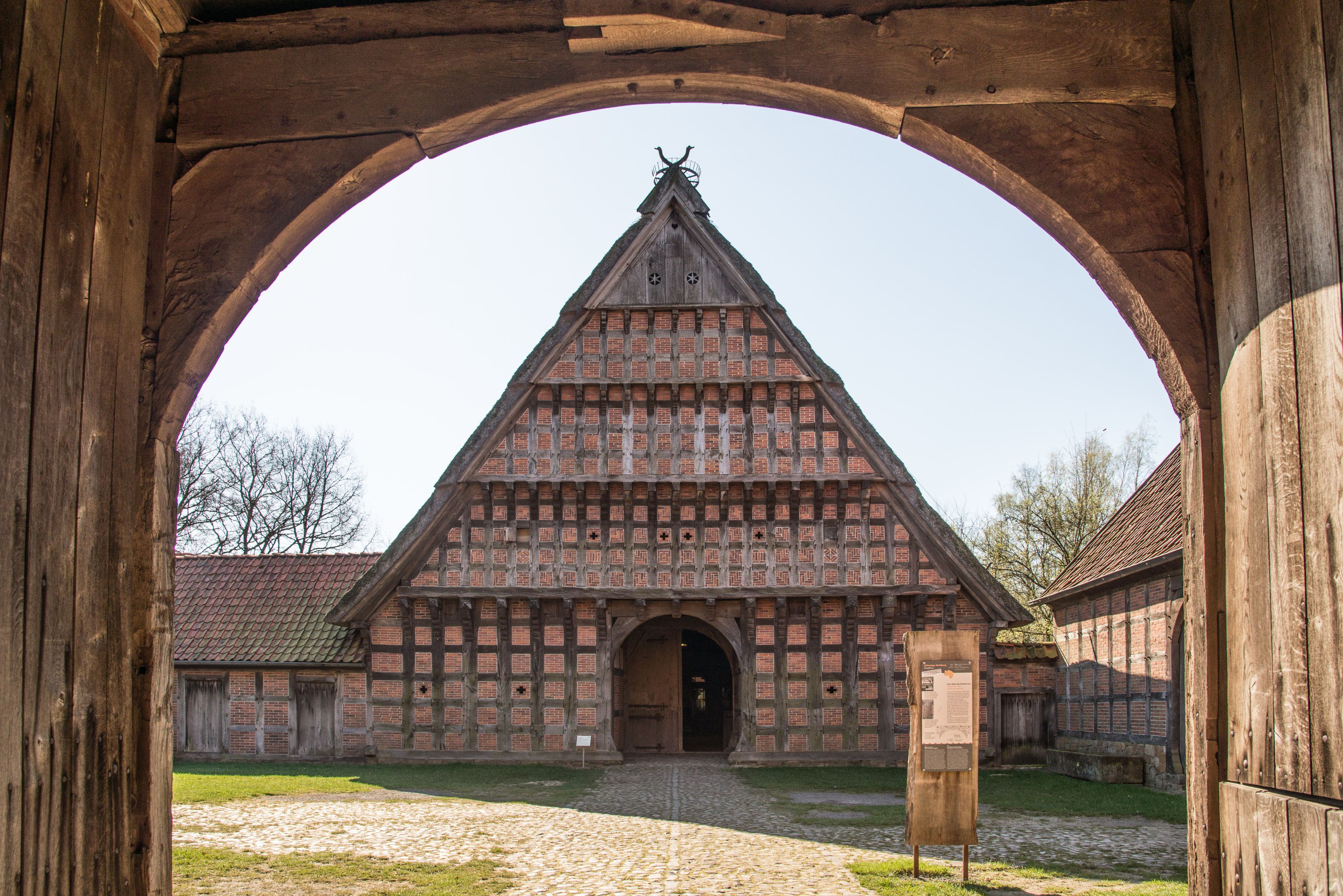
Hofanlage Wehlburg im Museumsdorf Cloppenburg

Das Oldenburger Münsterland bietet vielfältige Möglichkeiten für Touristen. Es ist in fünf Urlaubs- und Erholungsgebiete aufgeteilt. Hier befinden sich die waldreichen Dammer Berge mit dem Wassersportzentrum Dümmer, die fisch- und vogelreiche Schärenzone Thülsfelder Talsperre, die ausgedehnten Moorgebiete im Nordkreis Vechta mit den feuchten Niederungen der Geestbäche Aue und Twillbäke und ihren Wassermühlen im Naturschutzgebiet Bäken der Endeler und Holzhauser Heide in der Gemeinde Visbek, sowie die Flusslandschaft des Hasetals. Im äußersten Norden des Oldenburger Münsterlandes liegt das Wasserterritorium Barßel-Saterland. Die 306 Kilometer lange Boxenstopp-Route führt als Radfernweg durch die genannten Erholungsgebiete. Durch das Oldenburger Münsterland führen die Ferienstraßen Straße der Megalithkultur, Niedersächsische Spargelstraße, Niedersächsische Mühlenstraße, Deutsche Fehnroute und Route der Industriekultur im Nordwesten.
Große Bedeutung für die Region hat das Museumsdorf Cloppenburg, eines der ältesten und größten Freilichtmuseen Deutschlands. Hier wird die von den Sachsen und Friesen geprägte bäuerliche Kultur des Nordwestens dargestellt. Das Museumsdorf will die ländlichen Baudenkmäler des Bundeslandes Niedersachsen erforschen und in maßgeblichen Beispielen wirklichkeitsgetreu dokumentieren. Obwohl es keine Zielsetzung der Einrichtung ist, möglichst viele Besucher anzuziehen, verzeichnete das Museumsdorf Cloppenburg 2009 das höchste Besucheraufkommen (250.000) aller niedersächsischen Museen.

### Kulturlandschaftsraum
Der Kulturlandschaftsraum Oldenburger Münsterland umfasst ein 1955 km² großes Gebiet. Diese Zuordnung zu den Kulturlandschaften in Niedersachsen hat der Niedersächsische Landesbetrieb für Wasserwirtschaft, Küsten- und Naturschutz (NLWKN) 2018 getroffen. Ein besonderer, rechtlich verbindlicher Schutzstatus ist mit der Klassifizierung nicht verbunden.

### Musik
Beide Landkreise haben eine öffentliche Kreismusikschule sowie zahlreiche städtische oder regional tätige private Musikschulen. Weiterhin ist die Musik des Oldenburger Münsterlandes sehr von Blasmusik geprägt, sodass es in jeder Gemeinde und größeren Dörfern traditionelle Blasmusikkapellen gibt. Die Kirchen der Region sind Träger zahlreicher Chöre sowie einiger evangelischer Posaunenchöre. Darüber hinaus vereint das Blechbläserquintett BrassEvolution junge, talentierte Blechbläser des gesamten Oldenburger Münsterlandes.

## Bevölkerung
Zwischen 1989 und 2009 nahm die Bevölkerung um 20 % zu, in einigen Gemeinden sogar um 50 %. 2015 lebten mehr als 300.000 Einwohner im Oldenburger Münsterland.
Die Landkreise Cloppenburg und Vechta wiesen 2017 ein relativ niedriges Durchschnittsalter der Bevölkerung auf (40,6 Jahre im Landkreis Cloppenburg, 40,5 Jahre im Landkreis Vechta). Im Landkreis Cloppenburg ist das geringe Durchschnittsalter vor allem durch eine noch um 2010 deutschlandweit unübertroffene Geburtenrate von 2,01 Kindern pro Einwohnerin bedingt. Im Jahr 2022 jedoch wiesen der Landkreis Cloppenburg eine relativ hohe und der Landkreis Vechta eine im Vergleich zum Durchschnitt aller Gebietskörperschaften leicht erhöhte Fertilitätsrate auf. Die Geburtenrate im Landkreis Cloppenburg wurde im Jahr 2022 auch von mehreren anderen Landkreisen in Deutschland erreicht. Die Fertilitätsrate im Landkreis Vechta kann nicht als für eine Gebietskörperschaft im ländlichen Raum „ungewöhnlich hoch“ bewertet werden.

## Medien
Die beiden größten Zeitungen, die Oldenburgische Volkszeitung (Landkreis Vechta) und die Münsterländische Tageszeitung (Landkreis Cloppenburg), nehmen mit ihren Namen Bezug zum Oldenburger Münsterland. Beide Zeitungen schlossen sich im Jahr 2020 zur OM-Mediengruppe zusammen.

## Image
Imageforscher haben herausgefunden, dass das Oldenburger Münsterland „ein positives Selbstbild bei seinen Einwohnern [genießt], die stolz auf ihre sympathische, erfolgreiche, optimistische und selbstbewusste Region sind und sich zu großen Teilen mit ihr identifizieren“. Auch „wegen seines Namens“ werde das Oldenburger Münsterland jedoch oft als „altbacken“ empfunden und werde „von Auswärtigen vor allem mit den zwar namensgebenden, aber nicht zum Oldenburger Münsterland gehörenden Städten Oldenburg und Münster verbunden“.
Das Problem, dass das Selbstbild der Menschen im Oldenburger Münsterland sich nicht mit dem Fremdbild von Menschen außerhalb seiner Grenzen deckt, ist nicht neu: So sendete beispielsweise Radio Bremen 1984 den mit einem Grimmepreis ausgezeichneten Film „Und ewig stinken die Felder“. Dieser Film habe der Region seinen Stempel als „Gülle-Zentrum Deutschlands“ aufgedrückt. Der Funktion als Hochburg des Katholizismus und der CDU „verdankte“ das Oldenburger Münsterland 1991 die „Empfehlung“ aus Hamburg, die Hochschule Vechta solle „man besser in ‚eine Hostienversuchsbäckerei‘ umwandeln“, da sie ein „Spukgebilde“ sei.  Die Hochschule Vechta wurde nicht geschlossen. Sie hat sich zur Universität Vechta mit ca. 4800 Studierenden im Wintersemester 2020/2021 weiterentwickelt.
2022 zog der Wirtschaftsverbund Oldenburger Münsterland den Verein Aktion Agrar e. V. vor das Landesgericht Braunschweig, da dieser nach dem Vorbild der bekannten Freizeitkarte des Wirtschaftsverbundes die Hotspots der Tierindustrie in der Region veröffentlichte.